# 허클베리핀 싱글
《허클베리핀 싱글》는 허클베리 핀의 첫 번째 싱글 앨범이다.

## 수록곡
전체 작사·작곡: 이기용
- 전체 편곡: 허클베리 핀

| #  | 제목                 | 재생 시간 |
| -- | -------------------- | --------- |
| 1. | 〈그들이 온다〉      |           |
| 2. | 〈휘파람〉           |           |
| 3. | 〈낯선 두 형제〉     |           |
| 4. | 〈낯선 두 형제(MR)〉 |           |